# 이사벨사키
이사벨사키(Pithecia isabela)는 신세계원숭이에 속하는 사키원숭이의 일종이다. 마라뇬 강과 우카얄리 강 사이의 페루 동부에서 발견된다. 파카야-사미리아 국립 보호 구역의 비교적 좁은 지역에 분포한다.

## 특징
이사벨사키의 전체 몸길이는 76~92cm, 꼬리 길이는 40~48cm이다. 수컷은 등의 밝은 반점과 함께 거무스레한 색을 띠며, 구릿빛을 희미하게 띠기도 한다. 암컷은 약간 진한 회색을 띠며, 털 끝은 갈색 빛을 보인다. 암수 모두 손 등과 발에 짧은 흰 털이 덮여 있다.